# Rotamérie
La rotamérie est une isomérie de conformation dans laquelle différents conformères, appelés rotamères, sont échangés par la rotation autour d'une liaison simple.

## Origine
Une liaison simple permet normalement une rotation libre des groupes qu'elle relie, c'est-à-dire que l'énergie nécessaire à la rotation est si faible qu'on ne distingue pas les deux isomères à une température normale. Cependant, des facteurs stéréoélectroniques peuvent augmenter la barrière énergétique de la rotation de sorte que l'on peut observer deux isomères distincts nommés rotamères. Il s'agit alors de rotation restreinte par opposition à la rotation libre. Dans les cas extrêmes, la barrière énergétique est telle que la rotation est très difficile, voire impossible. Lorsque le temps de demi-vie des rotamères est de 1 000 secondes ou plus, il devient possible de les isoler (voir atropoisomère).

## Exemples

### Amides

Mésomérie dans la molécule de DMF.

Les amides produisent assez souvent des rotamères visibles en RMN à cause de la mésomérie du groupe fonctionnel. Dans le cas du N,N-diméthylformamide (DMF), le doublet non-liant de l'atome d'azote est impliqué dans une mésomérie avec le groupe carbonyle adjacent. L'atome d'azote possède donc un certain caractère sp2 et sa liaison avec le carbonyle, un certain caractère de double liaison. Ceci augmente énormément la barrière rotationnelle (88 kJ/mol) et l'on observe deux signaux différents sur le spectre RMN car les deux méthyles ne sont pas magnétiquement équivalents à température ambiante. Il s'agit dans ce cas d'un effet purement électronique mais d'autres amides peuvent combiner effets stériques et électroniques.

### Dérivés du biphényle
De nombreux dérivés tri- et tétra-ortho substitués du biphényle montrent des rotamères pour des raisons stériques.